# 矢量字体

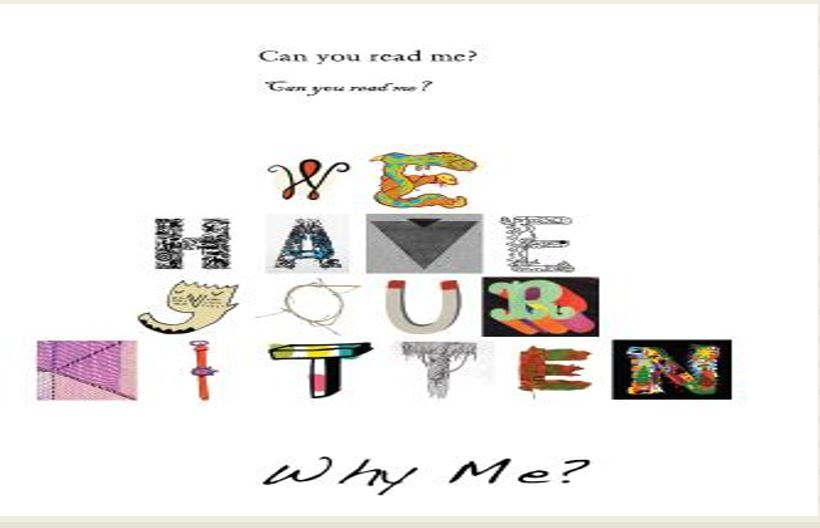

矢量字体是与点阵字体相对应的一种字体。矢量字体的每个字形都是通过数学方程来描述的，一个字形上分割出若干个关键点，相邻关键点之间由一条光滑曲线连接，这条曲线可以由有限个参数来唯一确定。矢量字的好处是字体可以无级缩放而不会产生变形。向量字體在顯示或者打印出來之前需要進行光柵化。目前主流的矢量字体格式有3种：Type1，TrueType和OpenType。
Type1全称PostScript Type1，是1985年由Adobe公司提出的一套矢量字体标准，由于这个标准是基于PostScript Description Language(PDL)，而PDL又是高端打印机首选的打印描述语言，所以Type1迅速流行起来。但是Type1是非开放字体，Adobe对使用Type1的公司征收高额的使用费。TrueType是1991年由苹果公司与微软联合提出另一套矢量字标准。Type1使用三次贝塞尔曲线来描述字形，TrueType则使用二次贝塞尔曲线来描述字形。